# Burgstall Hohe Felsen
Der Burgstall Hohe Felsen ist eine abgegangene Spornburg auf dem „Hohen Felsen“ über dem Tal der Schwarzen Laber. Die Burgstelle liegt etwa 780 Meter nördlich des Marktes Beratzhausen im oberpfälzischen Landkreis Regensburg in Bayern. Die Anlage wird als Bodendenkmal unter der Aktennummer D-3-6836-0001 als „mittelalterlicher Burgstall“ geführt. 
Über diese Burg sind keine geschichtlichen oder archäologischen Informationen bekannt, Funde, die die Anlage datieren könnten, fehlen bislang. Sie wird grob auf mittelalterliche Zeitstellung datiert. Erhalten hat sich von der Anlage nur ein Halsgraben sowie zwei vorgelagerte Abschnittsgräben.

## Geschichte
Geschichtliche Informationen sind über diese kleine Burganlage nicht bekannt, nach typologischer Hinsicht ist sie wohl während des 12. oder des frühen 13. Jahrhunderts entstanden. Da auch mittelalterliche Schriftquellen fehlen, sind auch die Erbauer sowie die Besitzer der Burg unbekannt. Möglicherweise kommt hierfür der Ortsadel des nahen und bereits im Jahr 866 erwähnten Beratzhausen in Frage. Zwischen etwa 1130 und 1140 wurde ein Livpolt de Berharteshusen genannt, als er in das Kloster Prüfening eintrat und diesem ein Gut bei Mendorf übergab. Weiterhin sind noch zwischen 1197 und 1200 eine Alheit de Pernhartshusen und im Jahr 1223 ein Gotpolt de Pernhartshusen erwähnt worden, beide übergaben dem Kloster Sankt Emmeram in Regensburg eine Leibeigene bzw. Besitztum. Eine weitere Adelsfamilie, die sich nach Beratzhausen nannte, waren die den Wittelsbacher Herzögen dienenden Ministerialen von Parsberg. Der spätere Eichstätter Bischof Friedrich II. von Parsberg wurde ab 1229 als magister Fridericus de Bernhardeshusen bezeichnet, und nach seinem Tode um 1260 als Fridericus episcopus de Perharteshusen.
Da die Burganlage weder in frühneuzeitlichen oder spätmittelalterlichen Aufzeichnungen erscheint, wird sie wohl schon früh aufgegeben worden sein. Auch die vor dem Jahr 1256 errichtete und nur 1,7 Kilometer westsüdwestlich gelegene Burg Ehrenfels trug wohl dazu bei, denn auch der Ehrenfelser Burgadel diente dem Hochstift Regensburg sowie den bayerischen Herzögen. Daneben könnte die Burg auf den Hohen Felsen aber auch als ein befestigter Beobachtungs- und Kontrollposten der Ehrenfelser gedient haben.
Auf den Burgstall weist eine Informationstafel der Regensburger Burgensteige hin, diese Themenwanderwege verbinden 44 Burgen, Ruinen und Burgställe miteinander, und können auch mit einem Burgenführer begangen werden. Heute ist der Burgstall als Bodendenkmal D-3-6836-0001 „Mittelalterlicher Burgstall“ vom Bayerischen Landesamt für Denkmalpflege erfasst.

## Beschreibung
Die Burgstelle liegt bei 460 m ü. NN auf einem aus einer Hochfläche nach Westen in das Tal der Schwarzen Laber ragenden Felssporn. Nach Norden sowie nach Süden wird dieser Sporn durch Steilhänge begrenzt, seine Spitze fällt 35 Höhenmeter senkrecht bis auf den Talgrund ab. Die Ostseite des Burggeländes geht in eine leicht ansteigende Hochfläche über.
Die Burganlage teilte sich einst in drei Bereiche auf, die Kernburg an der Spitze des Spornes auf einer Felskuppe, sowie in zwei östlich davor liegenden und schmalen Vorburgen oder Vorbefestigungen.
Die Kernburg wird an drei Seiten durch den senkrechten Steilabfall der Felskuppe geschützt, nach Osten zur inneren Vorburg hin wurde sie durch einen bis zu sieben Meter tiefen Halsgraben abgegrenzt.
Die etwa quadratische Oberfläche der unebenen Kuppe maß rund 18 mal 17 Meter, Bebauungsspuren wie aufgehendes Mauerwerk haben sich obertägig nicht mehr erhalten. Die innere Vorburg ist nur etwa elf Meter breit und 20 Meter lang. Sie wird von der äußeren Vorburg durch einen noch fünf Meter tiefen Abschnittsgraben abgetrennt. Die Fläche der äußeren Vorburg beträgt 8 mal 50 Meter, auch sie wird durch einen noch zwei Meter tiefen und 50 Meter langen äußeren Abschnittsgraben von der Hochfläche abgeschnitten. Bei einer Beschreibung aus dem Jahr 1954 durch F. Gries von der Naturhistorischen Gesellschaft Nürnberg waren an der Innenseite der beiden Abschnittsgräben noch Wallreste, wohl verstürzte Mauerzüge, zu erkennen. Heute sind diese kaum noch erkenntlich.